# Elena Gentile
Elena Gentile (Cerignola, 2 novembre 1953) è una politica e attivista italiana, europarlamentare del Partito Democratico dal 2014 al 2019.

## Biografia

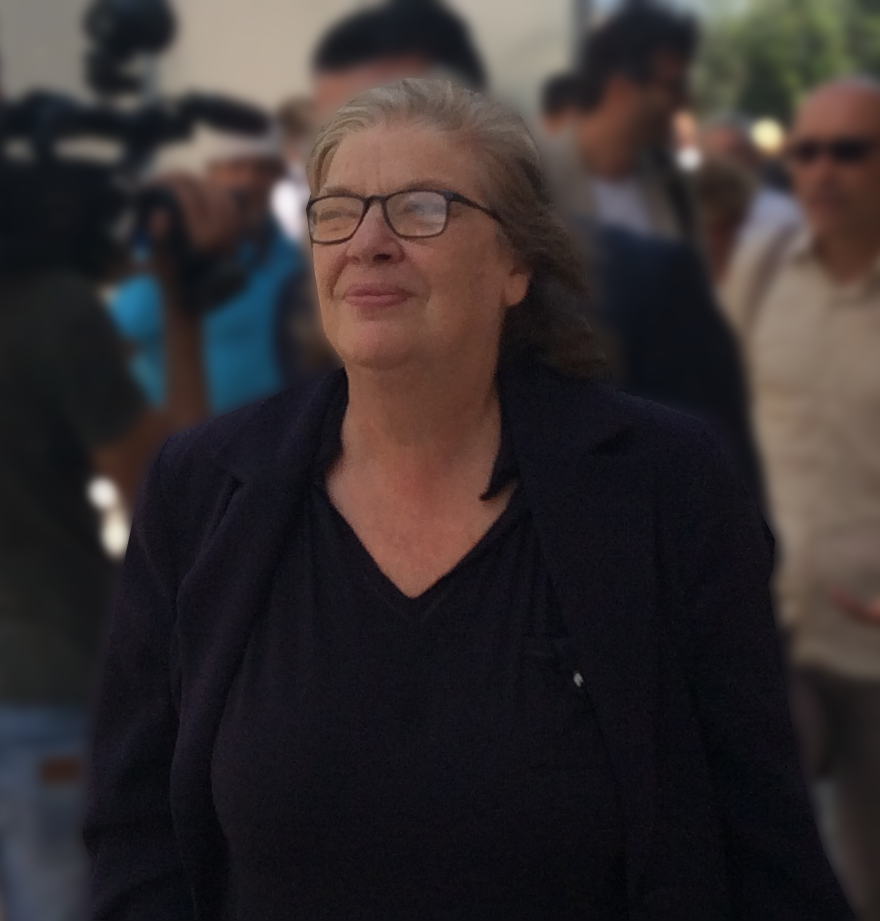
Elena Gentile nel 2015

Nata a Cerignola nel 1953, è laureata in medicina e svolge l'attività di pediatra presso l'ospedale di Cerignola.
Ha iniziato la propria carriera politica nel Partito Comunista Italiano dal 1984, successivamente nei Democratici di Sinistra e nel Partito Democratico. Il 3 ottobre 2024 annuncia l'adesione a Sinistra Italiana.

### Consigliere comunale e sindaco
Viene eletta nel 1985 come consigliere comunale nella propria città natale per poi diventare assessore alla sanità, ambiente e servizi sociali fino al 1990. Dopo un breve periodo da assessore al bilancio e programmazione (1990-1991) diventa sindaco di Cerignola nel luglio 1991, carica che abbandona nell'agosto 1992.

### Consigliere regionale e assessore
Dal 2005 al 2010 oltre alla carica di consigliere comunale a Cerignola è eletta anche consigliere regionale della Puglia e successivamente nominata assessore alla Solidarietà - Politiche sociali e Flussi migratori. Dal 2010 al 2014, rieletta consigliere regionale, diviene assessore al Welfare - Lavoro, Politiche di Benessere sociale e Pari Opportunità della regione Puglia.

### Europarlamentare
Nel 2014 si è candidata alle elezioni europee nella circoscrizione sud, risultando eletta con 149.860 voti di preferenza.
Dal 2014 è componente della commissione per l'occupazione e gli affari sociali (EMPL) e della delegazione alla commissione parlamentare di stabilizzazione e di associazione (SAPC) UE - Montenegro (D-ME).
Il 27 gennaio 2015, all'insediamento dell'intergruppo economia sociale, è eletta vicepresidente.
Il 12 gennaio 2020 alle primarie per la carica di presidente della Puglia arriva terza con il 12,1% dietro all'attuale presidente Michele Emiliano (70%) e al consigliere regionale Fabiano Amati (14,3%).
Nel 2024 aderisce a Sinistra Italiana.